# Septulina ovalis
Septulina ovalis är en tvåhjärtbladig växtart som först beskrevs av Ernst Meyer och William Henry Harvey, och fick sitt nu gällande namn av V. Tieghem. Septulina ovalis ingår i släktet Septulina och familjen Loranthaceae. Inga underarter finns listade i Catalogue of Life.